# اندیس معدن روغنی ۱
معدن روغنی ۱ یک اندیس فلزی است که در حوالی شهر چهار فرسخ استان خراسان قرار دارد و مادهٔ معدنی موجود در آن، مس است.سنگ میزبان این اندیس بازالت است و دیرینگی آن به دوران ترشیری می‌رسد. در این اندیس، پاراژنز‌های کوارتز ، گالن یافت می‌شوند.